# Aktivní uhlí
Aktivní uhlí (adsorpční uhlí) je produkt vyráběný z uhlí, dřeva nebo rašeliny. Aktivní uhlí má pórovitou strukturu a velký vnitřní povrch (400–1 500 m2/g). Může adsorbovat široké spektrum látek. Dříve se používalo i tzv. živočišné uhlí (spodium), které je téměř totožným produktem a uvádí se nesprávně jako synonymum, ale vyrábělo se pyrolýzou zvířecích kostí za vysokých teplot bez přítomnosti kyslíku. Jeho roli jako jedno z nejrozšířenějších a nejbezpečnějších léčiv užívaných proti průjmu převzalo aktivní rostlinné uhlí.

## Charakteristika

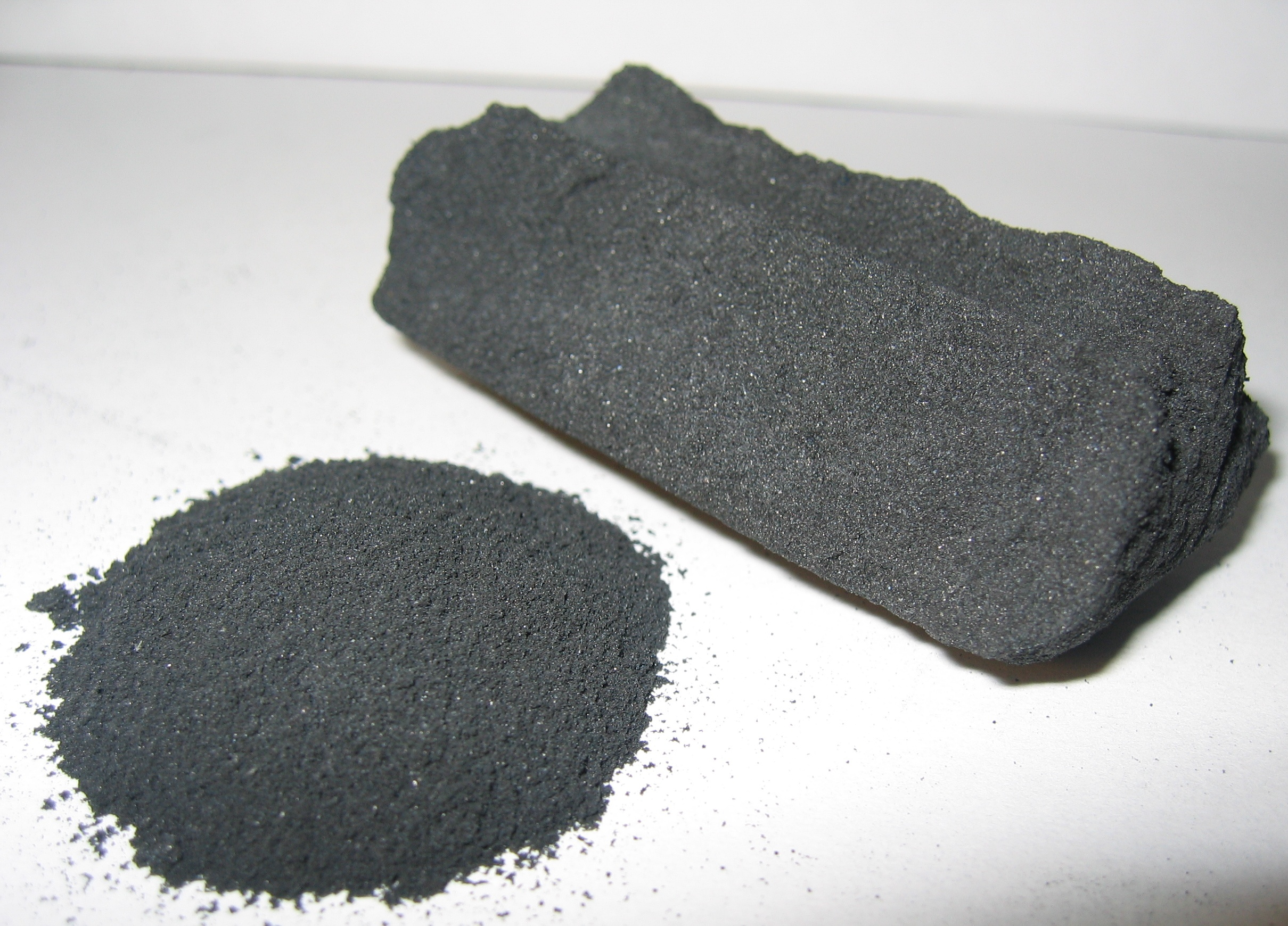
Aktivní uhlí, vlevo v práškové formě

Asi při třistanásobném zvětšení pod mikroskopem lze rozeznat při aktivním uhlí vyrobeném z kokosových skořápek celulární strukturu původního organického materiálu. Molekulární struktura aktivního uhlí se podobá struktuře grafitových destiček širokých několik atomů. Tvoří stěnu molekulárních otvorů, tj. pórů aktivního uhlí. Hexagonální kruh uhlíkových atomů je často přerušen a tyto nepravidelnosti poskytují možnosti pro reakce na místech, kde je uhlíkový kruh přerušen.
Póry rozdělujeme podle jejich průměru:
1. mikropóry s poloměrem menším než 1 nm,
2. mezopóry s poloměrem 1–50 nm a
3. makropóry s poloměrem větším než 50 nm.

Aktivní uhlí vyrobené z kokosových skořápek má větší část pórů jako mikropóry. Aktivní uhlí se vyrábí a používá ve formě válečků, kuliček, zlomků, prachu a mikrovlákenných filců.

## Výroba
Uhlí, skořápky kokosových ořechů a dřevo jsou nejdůležitějšími, ne však jedinými surovinami používanými při výrobě aktivního uhlí. Pečlivě vybrané suroviny se zpracovávají při teplotách 200 – 300 °C, aby se odstranily přirozeně těkavé složky a zbývající vlhkost. To je počáteční krok karbonizace. Následně proběhne aktivace při teplotách 800 – 1 000 °C za přísně kontrolovaného přídavku vodní páry jako oxidačního média. Takto vyrobený produkt – aktivní uhlí je výkonný adsorbent s množstvím rozdílně velkých pórů až do molekulárních rozměrů. Pod rastrovacím mikroskopem je vývoj systému pórů zřetelně viditelný a je srovnatelný s porézní houbou. Velký počet nejmenších pórů v relativně malém objemu vytváří adsorbenty se značně aktivní vnitřní plochou povrchu v rozmezí 800 – 1 600 m2.g−1 (BET N2). To znamená, že kávová lžička aktivního uhlí představuje povrch s plochou rovnající se fotbalovému hřišti. Je to enormní vnitřní povrch, který dává aktivnímu uhlí jeho jedinečnou schopnost adsorbovat široký rozsah složek z kapalné a plynné fáze. Složka, která má být odstraněna, se uvede do styku s aktivním uhlím a difunduje potom do vnitřní sféry pórů. Tam jsou molekuly vázány slabými Van der Waalsovými silami. Tento postup, při kterém se molekuly ukládají z kapalné nebo plynné fáze na pevné stěně, se nazývá adsorpce. Místo vodní páry lze pro aktivaci použít například H3PO4, ZnCl2 apod. Vyrobené aktivní uhlí lze pro některé účely dále impregnovat stříbrem, nebo proplachovat kyselinou.

## Použití
Aktivní uhlí má velmi široký záběr použití.

### V lékařství
Aktivní uhlí se užívá k terapii akutních průjmů především alimentárního původu (dietní chyby), kde není podezření na bakteriální infekci, a dále u dráždivého tračníku. Lze využít i v případě akutních intoxikací (otrav), kdy brání vstřebání jedovaté látky do organismu. Při těchto stavech je vhodná kombinace aktivního uhlí s projímadlem.
Poměrně novou oblastí využití aktivního uhlí jsou sorpční obvazová krytí při léčbě povrchových i hlubších ran. Vrstva aktivního uhlí pomáhá vytvořit vhodné podmínky pro hojení.

### V průmyslu
V průmyslu se aktivní uhlí hojně využívá při výrobě pitné vody, záchytu těkavých látek v lakovnách, odbarvování kapalin, výrobě vody pro potravinářský průmysl, výrobě nealkoholického piva, dále pak v armádě, při výrobě ochranných prostředků, při čištění bioplynu, skládkového plynu, ale i zemního plynu, pro záchyt dioxinů se aktivní uhlí „vstřikuje“ spolu s dalšími látkami upravující pH do kouřových plynů ve spalovnách odpadů. Adsorbenty na bázi aktivního uhlí slouží také při dekontaminaci půd znečištěných chemikáliemi.
S aktivním uhlím se lze setkat například v automobilu, kdy se aktivní uhlí používá jako náplň filtru pro záchyt úniku těkavých par z benzínu nedaleko palivové nádrže, ke kterému dochází při jeho doplňování a změnách objemu působením teploty např. v létě. Dalším příkladem použití v domácnosti je v digestořích a ve filtrech fritovacích hrnců.

## Aktivní uhlí v lékařství
U průjmu děti užívají 2 tablety 3× denně, dospělí pak 2 tablety 3–4× denně, tedy 6–8 tablet denně. Toto vysoké dávkování je nutné vzhledem k velkému povrchu střeva, které musí být pokryto, aby aktivní uhlí mělo dostatečný efekt. U domácích zvířat lze použít dávkování jako u dětí, popř. zmenšit (záleží na velikosti zvířete). Přípravek mohou užívat jak těhotné, tak i kojící ženy. Tablety se rozkoušou a zapijí vodou, dětem je možno tablety nadrtit a rozmíchat ve vodě. Nejsou známy žádné nežádoucí účinky, pouze v případě předávkování může dojít ke vzniku zácpy. Může však snižovat vstřebávání látek ve střevě, především současně užívaných léků. Proto je nutné ostatní léky podat s minimálně dvouhodinovým odstupem od užití aktivního uhlí. Jiné interakce aktivní uhlí nezpůsobuje, do organismu se totiž nevstřebává a odchází konečníkem. Užívání aktivního uhlí proto může zabarvovat stolici do černa (a tím simulovat přítomnost krve v ní).
Aktivní uhlí působí čistě fyzikální cestou. Má vysokou adsorpční schopnost a naváže na svůj povrch plyny a toxické látky ze zažívacího traktu. Při výskytu průjmu je aktivní uhlí jednou z prvních variant léčby. Pokud by nezapůsobilo, je nutné začít přemýšlet o průjmu bakteriálního původu a přejít na jiné léky. Je všeobecně důležité dostatečně pít, hlavně u dětí hrozí riziko velmi rychlé dehydratace. Nejvhodnější jsou minerální vody, které kromě vody doplní i ztracené minerály, nebo rehydratační roztoky prodávané v lékárnách. Přijímaná strava by měla být samozřejmě dietní. U déletrvajících problémů (delší než 2 až 3 dny) a u dětí do 3 let by se měl vyhledat lékař, stejně tak pokud se vyskytne krev ve stolici (pozor na změnu barvy aktivním uhlím), delší křeče nebo větší váhový úbytek (nad 5 % tělesné váhy).